# Eva Green
Eva Gaëlle Green, född 6 juli 1980 i Paris, är en fransk skådespelare.
Sin långfilmsdebut gjorde Green i The Dreamers (2003), men sitt genombrott för den bredare biopubliken fick hon i filmen Kingdom of Heaven (2005). Därefter spelade Green Bondbruden Vesper Lynd i James Bond-filmen Casino Royale (2006). 2007 vann hon Orange Rising Star-priset som delas ut till nya talanger på uppgång på BAFTA-galan.

## Biografi
Eva Green föddes i Paris som dotter till den svenske tandläkaren Walter Green och den franska skådespelaren Marlène Jobert. Hon är barnbarn till Lennart Green och barnbarnsbarn till Mia Green samt brorsdotter till skådespelaren Marika Green. Hon har en tvåäggs-tvillingsyster, Joy, som bor i Italien. Fadern var tillfällig skådespelare i den fransk-svenska filmen Min vän Balthazar.

## Filmografi
| År        | Titel                                     | Roll               | Anmärkning      |
| --------- | ----------------------------------------- | ------------------ | --------------- |
| 2003      | The Dreamers                              | Isabelle           |                 |
| 2004      | Arsène Lupin                              | Clarisse           |                 |
| 2005      | Kingdom of Heaven                         | Sibylla            |                 |
| 2006      | Casino Royale                             | Vesper Lynd        |                 |
| 2007      | Guldkompassen                             | Serafina Pekkala   |                 |
| 2008      | Franklyn                                  | Emilia / Sally     |                 |
| 2008      | Quantum of Solace                         | Vesper Lynd        | Röst i dataspel |
| 2009      | Oskuldens tid                             | Miss G             |                 |
| 2010      | Womb                                      | Rebecca            |                 |
| 2011      | Perfect Sense                             | Susan              |                 |
| 2011      | Camelot                                   | Morgan Pendragon   | TV-serie        |
| 2012      | Dark Shadows                              | Angelique Bouchard |                 |
| 2014      | White Bird in a Blizzard                  | Eve                |                 |
| 2014      | 300: Rise of an Empire                    | Artemisia          |                 |
| 2014      | The Salvation                             | Madelaine          |                 |
| 2014      | Sin City: A Dame to Kill For              | Ava Lord           |                 |
| 2014–2016 | Penny Dreadful                            | Vanessa Ives       | TV-serie        |
| 2016      | Miss Peregrines hem för besynnerliga barn | Miss Peregrine     |                 |
| 2018      | Euphoria                                  | Emilie             |                 |
| 2019      | Dumbo                                     | Colette Marchant   |                 |
| 2019      | Proxima                                   | Sarah Loreau       |                 |
| 2020      | The Luminaries                            | Lydia Wells        | TV-serie        |
| 2023      | Liaison                                   | Alison Rowdy       | TV-serie        |